# Bistum Villarrica

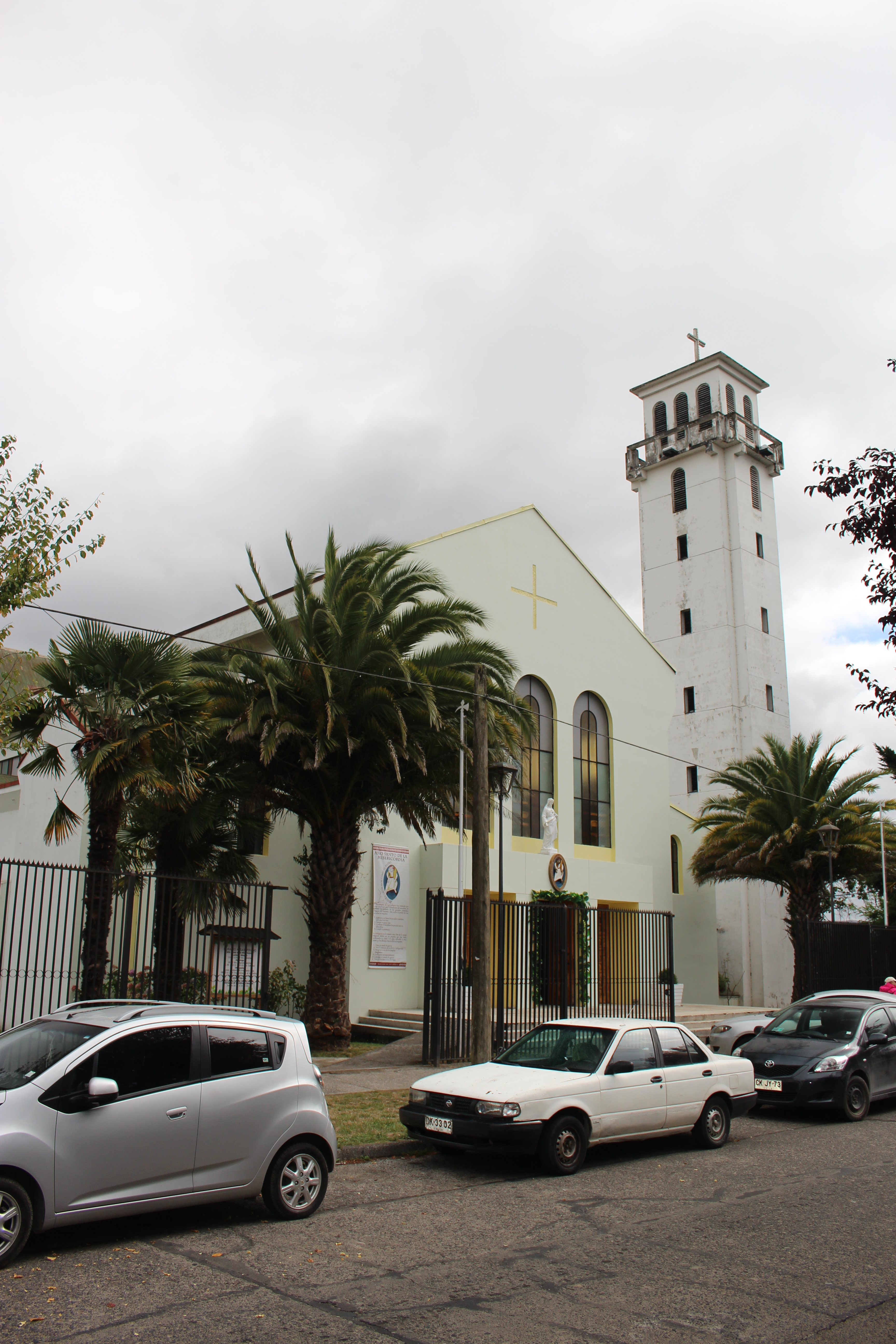
Kathedrale von Villarrica

Das Bistum Villarrica (lat.: Dioecesis Villarricensis, span.: Diócesis de Villarrica) ist eine in Chile gelegene Diözese der römisch-katholischen Kirche mit Sitz in Villarrica.

## Geschichte
Das Bistum Villarica wurde am 16. Juli 1901 durch Papst Leo XIII. aus dem Bistum Concepción herausgelöst und als Apostolische Präfektur von Araucanía errichtet. Am 28. März 1928 wurde die Präfektur zum Apostolischen Vikariat erhoben.
Am 19. November 2001 wurde das Apostolische Vikariat Araucania durch Papst Johannes Paul II. als Bistum Vallerrica errichtet. Das Bistum Vallerrica ist dem Erzbistum Concepción als Suffraganbistum unterstellt.

## Ordinarien

### Apostolische Präfekte von Araucanía
- Guido Benedikt Beck OFMCap, 1925–1928

### Apostolische Vikare von Araucanía
- Guido Benedikt Beck (Guido Benedetto Beck de Ramberga) OFMCap, 1928–1958
- Wilhelm Hartl (Carlos Guillermo Hartl de Laufen) OFMCap, 1958–1977 (Koadjutor 1956–1958)
- Sixtus Josef Parzinger (Sixto José Parzinger Foidl) OFMCap, 1977–2001

### Bischöfe von Villarica
- Sixtus Josef Parzinger Foidl OFMCap, 2001–2009
- Francisco Javier Stegmeier Schmidlin, seit 2009